# آب‌انبار باغ شیخ
آب‌انبار باغ شیخ مربوط به اواخر دوره زند است و در شهرستان ساوه، بخش مرکزی، دهستان طراز ناهید، روستای باغ شیخ واقع شده و این اثر در تاریخ ۷ خرداد ۱۳۸۷ با شمارهٔ ثبت ۲۳۰۰۲ به‌عنوان یکی از آثار ملی ایران به ثبت رسیده است.